# Стеноп
Стено́п (от фр. Sténopé) — фотографический аппарат без объектива, роль которого выполняет малое отверстие. В современной фотографии также распространено название «пинхол» (англ. pinhole от pin «булавка» + hole «отверстие»). Также встречается термин «лох-камера» или «лохкамера» (нем. Lochkamera от Loch «отверстие» + Kamera «камера»).

## Общие сведения
Наибольшая резкость изображения получается, когда соблюдено определенное отношение между диаметром отверстия и его положением относительно светочувствительного элемента. Преимуществом стенопа служит полная ортоскопичность изображения, даваемая им, и неограниченная глубина резкости. Из-за незначительной яркости изображения в фокальной плоскости при съемке требуется продолжительная выдержка. Стеноп используется для получения ландшафтных снимков с мягким изображением.

## Конструкция стенопа
Стенопы обычно делаются вручную самими фотографами. Самый простой стеноп состоит из светонепроницаемого ящика с небольшим отверстием на одной стороне и с листом фотоплёнки или фотобумаги на другой. В качестве затвора может использоваться кусок картона на шарнире. Малое отверстие обычно прокалывается швейной иглой или сверлится тонким сверлом в фольге или тонкой алюминиевой (латунной) пластине. Затем пластина закрепляется изнутри коробки, перекрывая отверстие бо́льшего диаметра.
Некоторые конструкции публиковались в журналах и книгах для помощи любителям, например, чешский Dirkon или простейший фотоаппарат из спичечных коробков с кассетами.
Стенопы часто делаются с использованием подвижной задней стенки, что позволяет менять расстояние между отверстием и светочувствительным элементом. Это позволяет эффективно менять угловое поле и относительное отверстие. Приближая стенку к отверстию, можно получить более широкое угловое поле и укоротить выдержку. Отодвигая стенку дальше, можно получить эффект «телеобъектива» при одновременном удлинении выдержки.

### Стеноп из зеркальной фотокамеры
Довольно легко стеноп может быть сделан на основе любой фотокамеры со сменными объективами, в том числе цифровой. Для этого берётся пластмассовая заглушка, предназначенная для защиты внутренних деталей аппарата при снятом объективе, которая входит в его комплект. В ней точно по центру сверлится отверстие диаметром 6—10 мм. Далее из фольги вырезается круг, который приклеивается изнутри крышки. В фольге тонкой иглой делается малое отверстие. Для спуска затвора желательно использовать дистанционное управление, задержку спуска или спусковой тросик.

## Вычисление относительного отверстия
Относительное отверстие (1/f) может быть рассчитано путём деления диаметра отверстия на фокусное расстояние камеры.
- Диаметр отверстия — это диаметр иглы или сверла, которым отверстие сделано.
- Фокусное расстояние — это расстояние от отверстия до светочувствительного материала.

Например, камера с отверстием диаметром 0,5 мм и фокусным расстоянием 50 мм будет иметь значение 1/f равным 0,5/50=1/100. Эта информация может быть использована для расчёта времени экспозиции.
Стеноп также может использоваться для съёмки двойных изображений, если в передней стенке сделать несколько отверстий, или для получения фотографий с цилиндрическими или сферическими перспективными искажениями, если изогнуть плоскость с фотоматериалом.
Начав как единственно возможный тип фотокамеры много лет назад, стеноп и сейчас сохраняет своё значение в современной художественной фотографии.

## Фотографы, снимающие стенопом
- Билли Чайлдиш
- Евгений Юфит